# Комосса, Герд-Хельмут
Герд-Хельмут Комосса (нем. Gerd-Helmut Komossa; 11 ноября 1924, Алленштайн (Восточная Пруссия) — 26 апреля 2018, Бонн) — немецкий военный и государственный деятель, генерал-майор ФРГ в отставке.

## Биография
Во время Второй мировой войны был призван в Вермахт в 1943 году и отправлен на Восточный фронт. Попал в советский плен в 1945 году, содержался в лагере военнопленных в Тильзите (Советск). После окончания заключения вернулся в ФРГ. Продолжил военную карьеру. В 1956 году получил первое офицерское звание.
Военная карьера складывалась блестяще, и в 1971—1973 гг. Комосса уже являлся личным адъютантом генерального инспектора Бундесвера (пост, соответствующий начальнику российского Генштаба). После повышения квалификации на высших командных курсах в Гамбурге, возглавил военную контрразведку ФРГ, и являлся её начальником в период 1977—1980 гг. Затем принял от Герта Бастиана командование 12-й бронетанковой дивизией Бундесвера и был произведён в генерал-майоры.
В 2000-е годы опубликовал несколько сенсационных книг о тайных пружинах управления ФРГ, в том числе о так называемом Канцлер Акте (секретной присяге на верность США, которую, подписывает любой канцлер ФРГ). В связи с тем, что Герд-Хельмут Комосса не привел документальных свидетельств существования "Канцлер-акта", немецким экспертом Клаусом Нордбрухом было высказано предположение о манипулировании данными и введении читателей в заблуждение. Тем не менее, вопрос о правомерности использования Канцлер-акта и его влиянии на политику ФРГ и Евросоюза поднимал в 2017 году Удо Фойгт в Европарламенте, но Европарламент отказался от рассмотрения вопроса.
С учетом того, что Герд-Хельмут Комосса посредством интервью праворадикальной Национальной газете (нем. National-Zeitung) публично высказывался в поддержку действий Вермахта во времена Третьего Рейха, немецкие издательства остерегались публиковать произведения автора. В результате книга "Немецкая карта", в которой было упомянуто о якобы существовании "Канцлер-акта", была опубликована хорошо известным своими неонацистскими и экстремистскими взглядами австрийским издательством Leopold Stocker Verlag, создатель и владелец которого активно поддерживал приход Гитлера к власти и аншлюс Австрии.

«Меня раздражает тот факт, что средства массовой информации тиражируют ложные измышления в отношении Вермахта, и обвиняют солдат Германии в совершении преступлений (закрывая при этом глаза на преступления других стран в отношении Германии). Вызывает также удивление, что даже в 2008 году в наших средствах массовой информации выходят фильмы, обличающие наших ветеранов. С каждым годом ветеранов, которые помнят события Второй мировой войны становится все меньше, а объем лживой информации все возрастает. Это просто немыслимо, когда немецкий судья позволяет изображать немецкого солдата только в образе убийцы. Интересно, рискнули бы такие обличители сказать это в лицо нашим солдатам, которые несут службу в горячих точках планеты. Более того, дискредитация нашей истории усиливается с каждым днем – в ход идут прямые оскорбления славной памяти наших отцов и дедов, которые на протяжении шести лет сражались за нашу страну. Не нужно при этом напоминать, что такие оскорбления бросают тень и на современную армию Германии, лишая ее при этом чести и самоуважения. Нелишне было бы напомнить, что Бундесвер создавался не в качестве инструмента для массовых убийств, и в него призывались добросовестные и ответственные солдаты, которые служили своей стране на поле брани».
Герд-Хельмут Комосса, 20.06.2008
Оригинальный текст (нем.)Betroffen macht vor allem, daß nicht kritisiert wird, wenn in den Medien heute immer noch wahrheitswidrig die Behauptung verbreitet wird, daß die Deutsche Wehrmacht im Kriege im Gegensatz zu ihren Gegnern eine Unzahl von Verbrechen begangen hat, daß im Fernsehen im Jahre 2008 Filme gezeigt werden, die offensichtlich nicht frei von Manipulationen sind, in der Absicht, den deutschen Soldaten vor der Weltöffentlichkeit zu verunglimpfen. Eine Steigerung solcher ›Informationen‹ ist zu erwarten. Denn die Erlebnisgeneration stirbt aus! Auch ist nicht zu verstehen, daß Richter es heute immer noch zulassen, daß der deutsche Soldat –  natürlich ganz allgemein und nicht namentlich genannt – als Mörder bezeichnet werden kann. Lobenswert wäre es doch, wenn Kritiker sich doch besser gegen die Verunglimpfung des deutschen Soldaten einsetzen würden, der auf vielen Schauplätzen des Unfriedens in der Welt sein Leben einsetzt. Täglich aufs Neue!  Die Verletzung der soldatischen Ehre der Väter, die – in gutem Glauben, für unser Land zu kämpfen – in sechs Jahren ihr Leben eingesetzt und so oft verloren haben, verletzt auch die Würde des deutschen Soldaten heute, in unserer Zeit. Die Bundeswehr wurde nicht von Mördern aufgebaut und geformt, sondern von verantwortungsbewußten Soldaten, die vorher für ihr Land kämpfen mußten, und die sich noch einmal in den Dienst des Landes stellten.

Gerd-Helmut Komossa, 20.06.2008

## Награды
- Золотой Почётный знак Бундесвера
- Орден «За заслуги перед Федеративной Республикой Германия» I класса (1983)
- Орден «Легион почёта» (США) степени офицера, дважды.

## Сочинения
- Gerd-Helmut Komossa. Deutschland heute — eine kritische Bilanz: Gedanken eines Soldaten. — Bonn: Bernard und Graefe, 2000. — 210 S. — ISBN 3-7637-6205-1.
- Gerd-Helmut Komossa. Von Masuren an den Rhein: Heimkehr in die Fremde. — Graz: Stocker, 2003. — 231 S. — ISBN 3-7020-0995-7.
- Герд-Хельмут Комосса. Немецкая карта: Тайная игра секретных служб: Бывший глава Службы военной контрразведки рассказывает... = Die deutsche Karte: das verdeckte Spiel der geheimen Dienste; ein Amtschef des MAD berichtet / Герд-Хельмут Комосса. — М.: Фолио, 2009. — 317 с. — 3000 экз. — ISBN 978-5-94966-212-0.